# La malavita
La malavita è il terzo album del gruppo toscano Baustelle, pubblicato il 21 ottobre 2005 dalla Warner.

## Descrizione
Si tratta del primo disco della band pubblicato per una major. Nel 2004, infatti, la Warner decide di proporre un contratto ai Baustelle che, con a disposizione il budget di una major, registrano l'album utilizzando un'orchestra sinfonica e moderne tecnologie per filtrare e mixare i suoni.
L'album è prodotto e registrato a Torino da Carlo Ubaldo Rossi, produttore tra gli altri, anche di Jovanotti, Subsonica e Caparezza. Si tratta inoltre dell'ultimo lavoro con il tastierista e compositore Fabrizio Massara, che lascerà il gruppo poco prima della pubblicazione dell'album.
Come il titolo stesso lascia intuire, il disco racconta in undici canzoni, diverse forme di "male di vivere". Nei suoni il disco contiene tutte le influenze che caratterizzano la musica dei Baustelle, a partire dalla musica d'autore italiana e francese passando per le colonne sonore dei poliziotteschi degli anni settanta. Si riscontrano anche influenze da Serge Gainsbourg, dal Wall of Sound (tipico di Phil Spector) e anche dalla scena musicale newyorkese dei Television e di Patti Smith.

### Copertina
La copertina è realizzata dal fotografo Gianluca Moro. Ritrae una ragazza appoggiata ad un'auto con una pistola in mano, il tutto in un'ambientazione rétro.

### I brani
- Cronaca nera è l'intro e richiama alle colonne sonore dei film poliziotteschi degli anni settanta.
- La guerra è finita descrive la storia di una sedicenne dall'esistenza tormentata, a cui pone fine suicidandosi.
- Sergio è la vera storia, descritta in prima persona, di un uomo che viene creduto pazzo da giovane e ne subisce le conseguenze da adulto.
- Revolver descrive, anche qui in prima persona, la vita di una dark lady.
- I provinciali mette in luce con poche parole il degrado e l'angoscia di provincia.
- Il corvo Joe narra, in prima persona, le vicissitudini a cui è costretto ad andare incontro un corvo in un parco. Si può interpretare un significato metaforico.
- Un romantico a Milano è ispirata alla figura di Luciano Bianciardi, scrittore nativo di Grosseto ma milanese d'adozione.
- A vita bassa descrive, attraverso un dialogo tra una studentessa e il suo professore, la delicata situazione dei teenager.
- Perché una ragazza d'oggi può uccidersi elenca una serie di motivi futili, per poi affermare che l'unico evento che può far crollare una ragazza è il tradimento. Il titolo della canzone riprende quello di un articolo che commentava il film Io la conoscevo bene di Antonio Pietrangeli.
- Il nulla è un avvertimento a un'ipotetica amica di come dietro alle questioni apparentemente irrilevanti ci siano in realtà numerosi problemi legati al mondo sociale.
- Cuore di tenebra, ispirata all'omonimo romanzo di Joseph Conrad, conclude l'album con una speranza: conviene lottare per trovare una luce, che si rivelerà essere l'amore.

## Singoli
I singoli estratti dall'album sono La guerra è finita, pubblicato il 21 ottobre 2005 e Un romantico a Milano, pubblicato il 31 marzo 2006. Entrambi i pezzi sono accompagnati da videoclip diretti da Lorenzo Vignolo.

## Accoglienza
L'album è presente nella classifica dei 100 dischi italiani più belli di sempre secondo Rolling Stone Italia alla posizione numero 21.

## Premi e riconoscimenti
La malavita si aggiudica il premio di vendita del disco d'oro, avendo venduto oltre 50 000 copie, ed è finalista della Targa Tenco nella categoria "Miglior album" nel 2006.

## Tracce
Testi di Francesco Bianconi.
1. Cronaca Nera – 1:36 (musica: Rachele Bastreghi)
2. La guerra è finita – 4:21 (musica: Claudio Brasini, Francesco Bianconi)
3. Sergio – 4:01 (musica: Claudio Brasini, Francesco Bianconi, Rachele Bastreghi)
4. Revolver – 4:06 (musica: Francesco Bianconi, Rachele Bastreghi)
5. I provinciali – 3:35 (musica: Claudio Brasini, Francesco Bianconi, Fabrizio Massara)
6. Il corvo Joe – 5:26 (musica: Francesco Bianconi)
7. Un romantico a Milano – 3:51 (musica: Francesco Bianconi)
8. A vita bassa – 4:07 (musica: Fabrizio Massara)
9. Perché una ragazza d'oggi può uccidersi? – 5:10 (musica: Francesco Bianconi)
10. Il nulla – 4:41 (musica: Francesco Bianconi, Fabrizio Massara)
11. Cuore di tenebra – 3:27 (musica: Francesco Bianconi)

## Formazione
- Francesco Bianconi - voce, chitarra elettrica, chitarra 6 corde, chitarra 12 corde, chitarra acustica, synth, organo Hammond, fischio, programmazione
- Rachele Bastreghi - pianoforte, pianoforte elettrico Fender Rhodes, cori, synth, shaker
- Fabrizio Massara - organo Hammond, glockenspiel, melodica, clavinet, pianoforte, Fender Rhodes, synth, programmazione
- Claudio Brasini - basso, chitarra elettrica
- Claudio Chiari - batteria, cembalo, synth, maracas, vibrafono, programmazione

Altri musicisti
- Carlo Ubaldo Rossi - synth, marranzano, basso, programmazione
- Fred Casadei - basso, contrabbasso
- Eugenio Silvestri - viola
- Nicola Curioni - viola
- Valentina Giangaspero - viola
- Enkelaida Sheshaj - violino
- Abigiela Vashtina - violino
- Adriano Colombo - violino
- Elisa Poletto - violino
- Giacomo Trevisani - violino
- Edoardo De Angelis - violino
- Luca De Muro - violoncello
- Marcella Schiavelli - violoncello
- Marcello Rosa - violoncello